# Lorraine Moller
Lorraine Moller (Putaruru, 1º giugno 1955) è un'ex maratoneta e mezzofondista neozelandese, vincitrice di una medaglia di bronzo ai Giochi olimpici di Barcellona 1992.

## Palmarès
| Anno | Manifestazione                     | Sede         | Evento   | Risultato | Prestazione | Note |
| ---- | ---------------------------------- | ------------ | -------- | --------- | ----------- | ---- |
| 1974 | Giochi del Commonwealth Britannico | Christchurch | 800m     | 5ª        | 2'03"63     |      |
| 1982 | Giochi del Commonwealth            | Brisbane     | 1500m    | Bronzo    | 4'12"67     |      |
| 1982 | Giochi del Commonwealth            | Brisbane     | 3000m    | Bronzo    | 8'55"76     |      |
| 1984 | Giochi olimpici                    | Los Angeles  | Maratona | 5ª        | 2h28'34"    |      |
| 1986 | Giochi del Commonwealth            | Edimburgo    | Maratona | Argento   | 2h28'17"    |      |
| 1988 | Giochi olimpici                    | Seul         | Maratona | 33ª       | 2h37'52"    |      |
| 1992 | Giochi olimpici                    | Barcellona   | Maratona | Bronzo    | 2h33'59"    |      |
| 1996 | Giochi olimpici                    | Atlanta      | Maratona | 46ª       | 2h42'21"    |      |

## Altre competizioni internazionali
1982
- Argento alla Maratona di Londra ( Londra) - 2h36'15"

1984
- Oro alla Maratona di Boston ( Boston) - 2h29'28"
- Oro alla Maratona di Parigi ( Parigi) - 2h32'44"

1985
- 4ª alla Maratona di New York ( New York) - 2h34'55"

1986
- 8ª alla Maratona di Boston ( Boston) - 2h35'06"

1993
- 5ª alla Maratona di Londra ( Londra) - 2h32'56"

1996
- 8ª alla Maratona di Boston ( Boston) - 2h32'02"